# Cantone di Graulhet
Il Cantone di Graulhet è una divisione amministrativa dell'arrondissement di Castres.
La riforma complessiva dei cantoni del 2014 lo ha lasciato invariato.

## Composizione
Comprende i comuni di:
- Briatexte
- Busque
- Graulhet
- Missècle
- Moulayrès
- Puybegon
- Saint-Gauzens